# Nocchiere

Distintivo della categoria nocchieri della Marina Militare Italiana

Nocchiere (o nocchiero, dal greco Ναῦς naus «nave» e Κλῆρος klèros «sorte, proprietà») è un termine antico o letterario per indicare chi è incaricato del governo e dei servizi di bordo di una nave.

## Competenze
Sovrintende al servizio di timoniere, al salpaggio dell'àncora o alle manovre dei paranchi o della gru e di capone (o "cappone"), e al giorno d'oggi costituisce gli armamenti delle motobarche (padrone e prodiere) o è addetto alle manutenzioni dell'opera morta della nave (scafo e sovrastrutture).

## Nella letteratura
Dante Alighieri nella Divina Commedia (Inferno, III, vv. 82-111) allude a Caronte, il mitico traghettatore delle anime nel fiume Acheronte, come a un nocchiero: 

Nel Purgatorio invece, al Canto VI, dopo aver incontrato Sordello da Mantova si lancia in un'invettiva contro l'Italia, 

Nell'opera la Griselda di Vivaldi 
"Agitata da due venti,

freme l’onda in mar turbato

e ‘l nocchiero spaventato

già s’aspetta a naufragar.

Dal dovere da l’amore

combattuto questo core

non resiste e par che ceda

e incominci a desperar".

## Nel mondo

### Italia
Nella Marina Militare Italiana indica il personale incaricato dei servizi marinareschi di bordo, corrispondente al personale di coperta della marina mercantile; tra i sottufficiali quelli della categoria nocchieri sono destinati a passare la quasi totalità della loro carriera a bordo delle navi o, al massimo sulle navi uso locali trascorrendo dai 18 ai 25 anni e oltre di imbarco. Gli appartenenti alla categoria nocchieri frequentano i corsi di formazione presso la scuola sottufficiali della Marina Militare nella sede dell'isola della Maddalena.
Nelle navi della Marina Militare Italiana il sottufficiale più anziano ed esperto della categoria nocchieri è il nostromo, che non è un grado gerarchico ma è un incarico, un ruolo ben preciso che è affidato ad un sottufficiale generalmente del ruolo marescialli, ma a volte anche ad un secondo capo che esercita la sua "autorità operativa" di norma soltanto sul personale di coperta, prevalentemente sui nocchieri di cui sovrintende e ne dirige le varie operazioni e manovre sul ponte di coperta ed è il responsabile delle attrezzature marinaresche.
Nella Guardia di Finanza esiste la "specializzazione nocchiere". I finanzieri specializzati "Nocchiere" sono di solio impiegati a bordo delle unità navale delle diverse classi di Pattugliatori, Guardacoste e/o motovedette nell’area coperta; i "finanzieri nocchieri" svolgono i compiti definiti dai ruoli di bordo o assegnati loro dal Comandante.
I Finanzieri, indipendentemente dalla specializzazione in loro possesso, possono essere impiegati nelle diverse articolazioni interne dei reparti navali nelle mansioni inerenti al loro servizio di polizia finanziaria e nelle sezioni deputate alla gestione tecnico-logistico-amministrativa del Servizio navale della Guardia di Finanza.
Nel Corpo delle capitanierie di porto la categoria dei nocchieri di porto, che in base all’art. 1235 del codice della navigazione, ha funzioni di polizia giudiziaria è articolata in varie specialità, che i nocchieri di porto possono ricoprire nell'ambito del proprio servizio, dopo avere conseguito la relativa abilitazione.

Distintivo di categoria per militari di truppa categoria nocchieri
Distintivo di categoria per sottufficiali categoria nocchieri
Distintivo di categoria per militari di truppa categoria Nocchieri di porto
Distintivo di categoria per sottufficiali categoria Nocchieri di porto

#### Regia Marina
Nella Regia Marina i gradi di nocchiere di 1ª e 2ª classe, insieme al grado di 2° nocchiere facevano parte dei sottufficiali della categoria marinai.
I nocchieri di 1ª classe, e gradi corrispondenti, erano detti graduati da maresciallo, in quanto corrispondenti al grado di maresciallo d'alloggio dei Reali Carabinieri, sin dall'epoca della Real Marina del Regno di Sardegna e portavano divise differenti da quelle degli altri sottufficiali. Il loro distintivo di grado consisteva in una corona reale sull'avambraccio sinistro cucita al di sopra del distintivo di categoria, oppure, sull'abito di gran divisa, da una treccia turchina cucita sulle spalle. Con regio decreto del 22 gennaio 1885 il distintivo divenne un binario dorato e fasciato di seta turchina, largo 10 mm e lungo 75 per il paramano, mentre sul controspallino era 14 mm di larghezza e 75 mm di lunghezza.
I gradi di nocchiere di 2ª classe e di 2° nocchiere erano omologhi rispettivamente del furiere maggiore e del furiere del Regio Esercito.
Nel 1873 il 2° nocchiere assunse la denominazione di nocchiere di 3ª classe. Nel 1878 con il ripristinato il grado di 2° nocchiere, omologo al sergente del Regio Esercito, i gradi dei sottufficiali della categoria marinai erano nocchiere di 1ª, 2ª e 3ª classe e 2° nocchiere, mentre sempre nel 1868 venne istituito nella categoria marinai il grado di secondo mastro che il più alto tra la truppa nella categoria marinai, omologo del caporal maggiore del Regio Esercito, rinominato nel 1973 sottonocchiere. Tale denominazione dei gradi rimase in vigore fino al 1908, nonostante nel 1878 con la Legge Brin per molte categorie fossero stati introdotti i gradi di capo di 1ª, 2ª e 3ª classe e di sottocapo.
Il grado di capo di 3ª classe, esistenze in diverse categoria e con la denominazione di nocchiere di 3ª classe nella categoria marinai, venne soppresso nel 1907 e ripristinato nel 1923.
Nel 1908 vennero unificati i gradi per tutte le categorie di sottufficiali e i gradi di capo di 1ª classe e capo di 2ª classe sostituirono i gradi di nocchiere di 1ª e 2ª classe e vennero istituiti i gradi di secondo capo anziano e secondo capo (ordinario), mentre nella truppa il grado di sottonocchiere è stato sostituito dal grado di sottocapo. 
Nel 1923 venne ripristinato il grado di capo di 3ª classe.
Nel 1926 venne istituito il grado di funzionante secondo capo. I gradi di secondo capo anziano e secondo capo (ordinario) vennero unificati nel grado di secondo capo nel 1932 dal Testo unico sull'Ordinamento del C.R.E.M. del 1931.
Il grado di sergente venne istituito con legge nº 1368 del 1º luglio 1938 in sostituzione del grado di funzionante secondo capo.

Distintivo di grado di sottonocchiere della Regia Marina (1873)
Distintivo di grado di sottonocchiere della Regia Marina (1876)
Distintivo di grado di sottonocchiere della Regia Marina (1889)

Distintivo di grado di nocchiere di 1ª classe della Regia Marina (1861)
Distintivo di grado di nocchiere di 1ª classe della Regia Marina (1885)
Distintivo di grado di nocchiere di 2ª classe della Regia Marina
Distintivo di grado di nocchiere di 3ª classe della Regia Marina
Distintivo di grado di 2° nocchiere della Regia Marina

### Stati Uniti
Nella US Navy la denominazione della categoria è "boatswain's mate", letteralmente compagno del nostromo.

### Impero russo

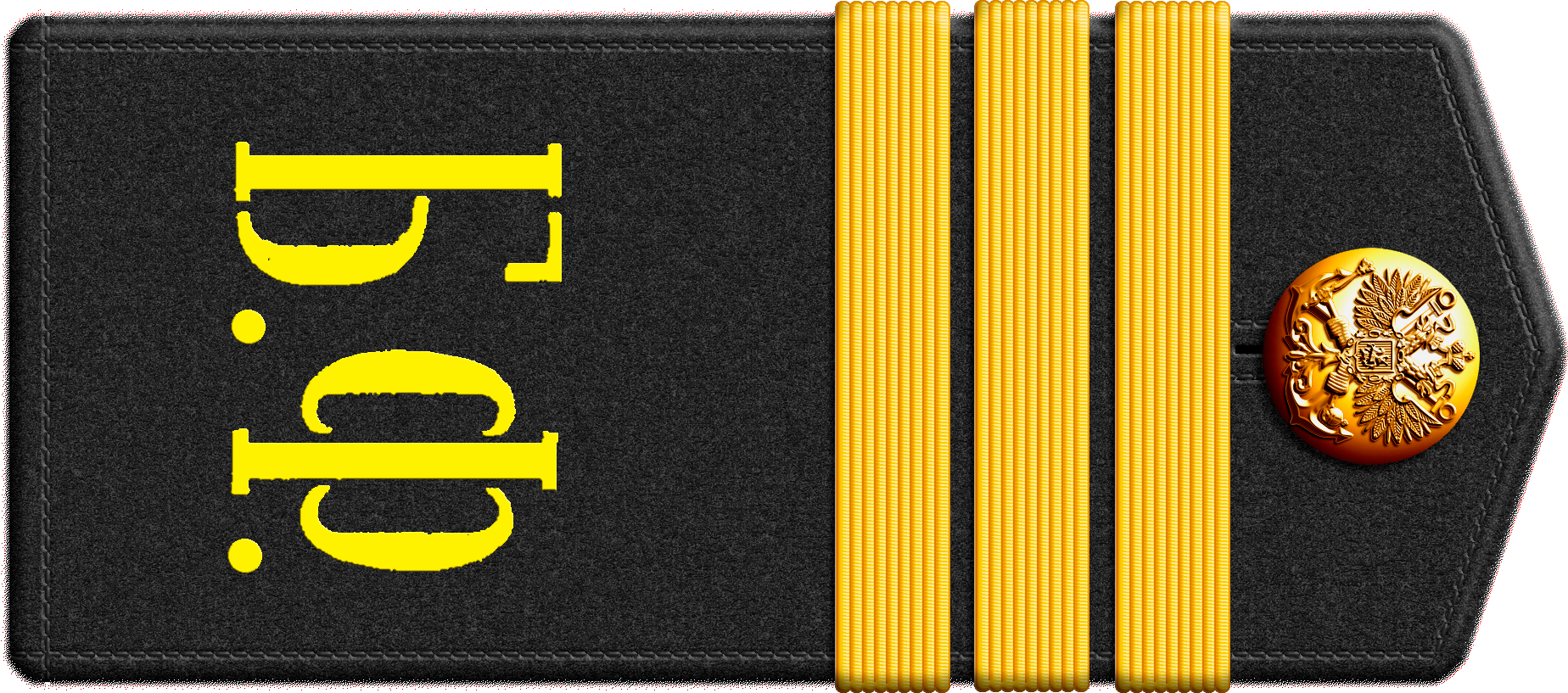
grado di Bocmanmat della Marina Imperiale Russa

Nell'impero russo Bocmanmat (cirillico: Боцманмат) letteralmente compagno del nostromo o aiuti nostromo, 
era un grado della Marina imperiale, superiore a Kvartirmejster e inferiore a Bocman. 
Nei servizi a terra e nella fanteria di marina il grado omologo era Morskoj staršij unter-oficer (cirillico: Морской старший унтер-офицер).
Il grado corrispondente nell'attuale Marina russa è Staršina 1 stat'i.
| Gradi militari della Rossijskij Imperatorskij Flot |                       |                                  |
| grado inferiore: Kvartirmejster (Квартирмейстер) ) | Bocmanmat (Боцманмат) | grado superiore: Bocman (Боцман) |